# وارد كراتشفيلد
وارد كراتشفيلد هو سياسي أمريكي، ولد في 6 ديسمبر 1928 في تشاتانوغا في الولايات المتحدة، وتوفي بنفس المكان في 3 أبريل 2016. نشط حزبياً في الحزب الديمقراطي. وقد انتخب عضو مجلس ولاية تينيسي ‏.